# Francesc Maria Masferrer i Vernis
Francesc Maria Masferrer i Vernis (Vic, Osona, 1889 - Buenos Aires, 1954) fou un advocat i polític català.

## Biografia
Fundà, amb Josep Oriol Anguera de Sojo, la Unió Jurídica de Catalunya i representà Catalunya en congressos de minories nacionals. El 1930 va fundar i dirigir el Diari de Vich. El 1932 formà part del consell del Partit Catalanista Republicà i més tard es passà al Partit Nacionalista Català. El juny de 1936 va presidir el Congrés de Catalans de les Repúbliques del Plata. En acabar la guerra civil espanyola va exiliar-se a l'Argentina, d'on ja no va tornar.